# Matt Snell
(en) Statistiques sur pro-football-reference
Matthews Snell, né le 18 août 1941 à Garfield, est un joueur américain de football américain.

## Biographie

### Enfance
Snell étudie à la Carle Place High School avant d'entrer à l'université d'État de l'Ohio.

### Carrière
Joueur de l'équipe de football américain des Buckeyes, il commence comme running back, et plus précisément halfback, sous l'entraîneur Woody Hayes avant de passer defensive end en 1962 et de revenir en attaque comme fullback.
Matt Snell est sélectionné au quatrième tour de la draft 1964 de la NFL par les Giants de New York au quarante-neuvième choix mais également par les Jets de New York au premier tour de celui de l'American Football League, sur la troisième sélection. Pour sa saison de rookie avec les Jets, il gagne 1 341 yards dont 948 yards à la course pour cinq touchdowns,. Snell s'impose comme l'un des coureurs importants des verts avec Emerson Boozer et est nommé parmi les meilleurs joueurs de l'AFL en 1964, 1967 et 1969.
Il participe au Super Bowl III et ouvre le score pour New York sur une course de quatre yards, contribuant à la victoire finale face aux Colts de Baltimore en courant 121 yards,. Juste après ce succès, Snell se fait de plus en plus rare sur les pelouses, victime de nombreuses blessures et prend sa retraite après la saison 1972.
Après sa carrière de footballeur, Matt Snell refuse d'être honoré par les Jets de New York, gardant une rancune vis-à-vis de la franchise après ne pas avoir reçu un travail comme il lui avait été promis au moment de son retrait des terrains.